# Éternuement inversé
L'éternuement inversé ou rétroéternuement ou encore « internuement » (reverse sneezing en anglais) est une difficulté respiratoire passagère, liée à une irritation du nasopharynx et qu'on observe particulièrement chez des animaux naturellement ou pathologiquement brachycéphales (notamment chez les chiens à crâne court, dont la face est aplatie). 

## Description
Il se manifeste chez le chien par une inspiration bruyante et difficile par les narines, gueule fermée, le cou étiré, parfois avec des mouvements simultanés du thorax et de l'abdomen, durant un laps de temps pouvant atteindre plusieurs minutes. Il peut inquiéter le propriétaire du chien, car ce dernier donne l'impression de s'asphyxier. 

Ce phénomène apparaît généralement lorsque le chien est endormi ou immédiatement après une longue sieste, et parfois à la suite d'une activité de jeu, d'exercice ou un repas. Cependant, ces épisodes restent aléatoires. 
Les chiens les plus petits semblent sensiblement plus susceptibles de faire un éternuement inversé, mais n'importe quel chien, indépendamment de la taille, peut en être sujet. 
Immédiatement après l'arrêt d'un reverse sneezing, le chien reprend un comportement normal. 
Ce réflexe peut être interrompu par un léger massage de la gorge de l'animal ou en lui bouchant les narines durant une seconde.

## Causes
L'animal a généralement inhalé un irritant ou un allergène (poussières, pollen, parfum, produit de nettoyage vaporisé) ou il peut être parasité (voir ci-dessous).

## Pathologie vétérinaire potentiellement associée
En cas de toux associée, d'écoulement nasal ou d'éternuement inversé fréquent, un vétérinaire doit être consulté, car ces signes peuvent faire évoquer :
- un syndrome brachycéphale, maladie canine associée à divers signes cliniques concernant notamment le système respiratoire et le système gastro-intestinal prédispose à l'éternuement inversé.
- la présence d'un parasite dans le tractus respiratoire : ex : acarien (Pneumonyssoides caninum) parasitant les cavités nasales du chien[3] ;  Dirofilaria repens dans le poumon [4], Pneumonyssoides caninum[5] ou un nématode du genre Eucoleus[6]. 
Un écoulement mucopurulent nasal peut alors être un symptôme de la parasitose[7]. L'éternuement inversé facilite la dispersion du parasite. 
Le diagnostic de certitude se fait par visualisation des parasites à l'endoscopie, cependant ce parasite craignant la lumière il faut introduire l'endoscope éteint dans les cavités nasales et l'allumer ensuite afin de ne pas le faire fuir. 
De telles parasitoses sont relativement fréquentes chez les chiens de chasse, dont en Suède avec Pneumonyssoides caninum qui lors d'une étude de 474 dogs, 145 chats et 66 renards sauvages a été trouvé chez 20% des chiens observés, mais chez aucun chat ni renard) les chiens infestés en contenaient en moyenne 13 (mais le chiffre allait de 1 à 250 selon les cas). Les chiens de plus de 3 ans étaient significativement plus parasités et les races de grande taille l'étaient plus que celles de petites taille ; sans prédisposition liée au sexe[5].
- des polypes nasaux[8] ou certaines tumeurs canines du système respiratoires peuvent aussi induire des éternuements inversés[9]
- une rhinite allergique[10]

## Chez l'humain
L'internuement existe aussi, très rarement, chez l'humain[réf. nécessaire].